# Porsche 754 T7
La Porsche 754 T7, nota anche come Porsche T7 o Porsche 695, è un prototipo costruita dalla casa automobilistica tedesca Porsche nel 1961. 
In seguito la vettura sarebbe diventata la Porsche 911. La parte anteriore è molto simile alla 911, ma quella posteriore è leggermente diversa. Inoltre, a differenza della 911, la T7 aveva quattro posti. La T7 è stata sviluppata da Ferdinand Alexander Porsche utilizzando come base una Porsche 356 e ha un passo più lungo di 100 mm (fino a 300 mm) più lungo nei primi progetti. La velocità massima è di 200 km/h. 
Ne venne realizzato un solo esemplare, che attualmente è custodito al Museo Porsche di Stoccarda.